# Nicosia (Italien)
Nicosia er en italiensk by (og kommune) i regionen Sicilien i Italien, med omkring 12.686(2023) indbyggere.  